# Калишту, Адолфу
Адолфу Антониу да Луз Калишту (порт. Adolfo António da Luz Calisto; 1 января 1944, Баррейру — 29 августа 2024, Лиссабон) — португальский футболист, защитник.

## Карьера

### Клубная карьера
Родился 1 января 1944 года в Баррейру, Португалия. В 1960 году начал играть за местный клуб «Баррейренсе». В 1965 году перешёл в клуб «Бенфика», где выступал на протяжении десяти сезонов. В составе «Бенфики» Калишту шесть раз становился чемпионом Португалии. Всего в составе клуба провёл 300 матчей, забив 5 голов.
В 1975—1976 годах выступал за клуб «Униао Монтемор». Завершил карьеру футболиста в 1977 году в составе клуба «Портимоненсе», за который выступал с 1976 года.

### Карьера в сборной
В 1971 году дебютировал в официальных матчах в составе национальной сборной Португалии. Всего в составе сборной принял участие в 15 матчах, забив 1 гол.

### Смерть
Скончался 29 августа 2024 года в Лиссабоне на 81-м году жизни.

## Достижения
«Бенфика»
- Чемпион Португалии (6): 1967/68, 1968/69, 1970/71, 1971/72, 1972/73, 1974/75
- Обладатель Кубка Португалии (3): 1968/69, 1969/70, 1971/72